# Östra Frölunda socken
Östra Frölunda socken i Västergötland ingick i Kinds härad, ingår sedan 1971 i Svenljunga kommun och motsvarar från 2016 Östra Frölunda distrikt.
Socknens areal är 78,51 kvadratkilometer varav 74,95 land. År 2000 fanns här 585 invånare.  Tätorten Östra Frölunda med sockenkyrkan Östra Frölunda kyrka ligger i socknen. 

## Administrativ historik
Socknen har medeltida ursprung. Före den 1 januari 1886 (ändring enligt beslut den 17 april 1885) var namnet Frölunda socken.
Vid kommunreformen 1862 övergick socknens ansvar för de kyrkliga frågorna till Frölunda församling och för de borgerliga frågorna bildades Frölunda landskommun. Landskommunen uppgick 1952 i Kindaholms landskommun som 1971 uppgick i Svenljunga kommun. Församlingen uppgick 2006 i Kindaholms församling.
1 januari 2016 inrättades distriktet Östra Frölunda, med samma omfattning som församlingen hade 1999/2000.  
Socknen har tillhört län, fögderier, tingslag och domsagor enligt vad som beskrivs i artikeln Kinds härad. De indelta soldaterna tillhörde Älvsborgs regemente, Södra Kinds kompani.

## Geografi
Östra Frölunda socken ligger väster om Gislaved kring Ätran och dess biå Lillån. Socknen har en större odlingsbygd i ådalarna och är i övrigt en kuperad sjö- och mossrik skogsbygd. Vid sammanflödet mellan Ätran och Lillån ligger det gamla fästet Kindaholm (Kinnahus) från medeltiden. 1934 hade socknen 867 invånare och där fanns 1052 hektar åker och 4299 hektar  skogsmark.

## Fornlämningar
Boplatser och en hällkista från stenåldern är funna. Från bronsåldern finns gravrösen. Från järnåldern finns gravfält och domarringar.

## Namnet
Namnet skrevs 1402 Frølvnda och kommer från kyrkbyn. Namnet innehåller frö, 'fruktbar; frodig' och lund.